# Woodlawn Park (Oklahoma)
Woodlawn Park és un poble dels Estats Units a l'estat d'Oklahoma. Segons el cens del 2000 tenia 161 habitants.

## Demografia
Segons el cens del 2000, Woodlawn Park tenia 161 habitants, 75 habitatges, i 48 famílies. La densitat de població era de 478,2 habitants per km².
Dels 75 habitatges en un 20% hi vivien nens de menys de 18 anys, en un 61,3% hi vivien parelles casades, en un 1,3% dones solteres, i en un 36% no eren unitats familiars. En el 34,7% dels habitatges hi vivien persones soles el 20% de les quals corresponia a persones de 65 anys o més que vivien soles. El nombre mitjà de persones vivint en cada habitatge era de 2,15 i el nombre mitjà de persones que vivien en cada família era de 2,75.
Per edats la població es repartia de la següent manera: un 18% tenia menys de 18 anys, un 3,7% entre 18 i 24, un 13% entre 25 i 44, un 39,1% de 45 a 60 i un 26,1% 65 anys o més.
L'edat mediana era de 51 anys. Per cada 100 dones de 18 o més anys hi havia 88,6 homes.
La renda mediana per habitatge era de 46.806 $ i la renda mediana per família de 58.750 $. Els homes tenien una renda mediana de 46.250 $ mentre que les dones 33.333 $. La renda per capita de la població era de 43.376 $. Entorn del 6% de les famílies i el 5,6% de la població estaven per davall del llindar de pobresa.

## Poblacions més properes
El següent diagrama mostra les poblacions més properes.